# Martini (vermouth)
 (septembre 2020).
Si vous disposez d'ouvrages ou d'articles de référence ou si vous connaissez des sites web de qualité traitant du thème abordé ici, merci de compléter l'article en donnant les références utiles à sa vérifiabilité et en les liant à la section « Notes et références ».
Pour les articles homonymes, voir Martini.
Martini est une marque de vin aromatisé italien, nommé d'après la distillerie Martini & Rossi à Turin, fondée en 1863 par Alessandro Martini, Luigi Rossi et Teofilo Sola.

## Historique
Clemente Michel, Carlo Re, Carlo Agnelli et Eligio Baudino ont créé l'entreprise en 1847, en tant qu'usine de mise en bouteille de vermouth à Pessione. Quelques années plus tard, Alessandro Martini rejoint l'équipe et en devient le directeur en 1863 avec Teofilo Sola et Luigi Rossi (qui fut l'inventeur d'un vermouth). En 1863, ils changent le nom de la société en Martini, Sola & Cia. Ils commencent à exporter des bouteilles de vermouth dans le monde entier : la ville de New York reçoit ses premières caisses en 1867. À l'époque, la société reçoit aussi plusieurs prix, qui sont toujours inscrits sur les bouteilles : Dublin (1865), Paris (1867 et 1878), Vienne (1873) et Philadelphie (1876). 
Trente ans seulement après sa création, Martini était disponible aux États-Unis, au Brésil, en Argentine, en Grèce, au Portugal, en Belgique, en Égypte et dans d'autres pays. En 1879, la famille Sola vend ses intérêts aux partenaires restants, qui rebaptisent la société Martini & Rossi, telle qu'elle existe aujourd'hui.
En 1892, l'entreprise est reprise par les quatre fils de Rossi ; le contrôle passe à ses petits-fils en 1930. En 1929, le logo Martini Ball & Bar est enregistré pour la première fois. Une restructuration est effectuée en 1977, donnant lieu à la création de la General Beverage Corporation. En 1992, Martini & Rossi fusionne avec Bacardi. Martini était en 2006 la quatrième marque de spiritueux la plus puissante au monde, selon une étude de marché.

## Anecdotes
La marque pourrait avoir donné son nom au cocktail américain martini, vermouth et gin (dont une première recette est connue depuis 1888), bien que d'autres spéculations sur l'étymologie du cocktail existent,.

## SponsoringviaMartini Racing
En 1970 et 1971, Martini et Rossi ont soutenu les Championnats du monde de football féminin : ces tournois étaient entièrement indépendants de la FIFA et des associations nationales de football communes. Ils se sont déroulés à Rome en Italie et au Mexique. 
Martini Racing est le nom donné, depuis 1968, à plusieurs écuries ou équipes sponsorisées par la distillerie Martini & Rossi via sa marque de vermouth. Les couleurs sont facilement identifiables avec des bandes bleues et rouges.

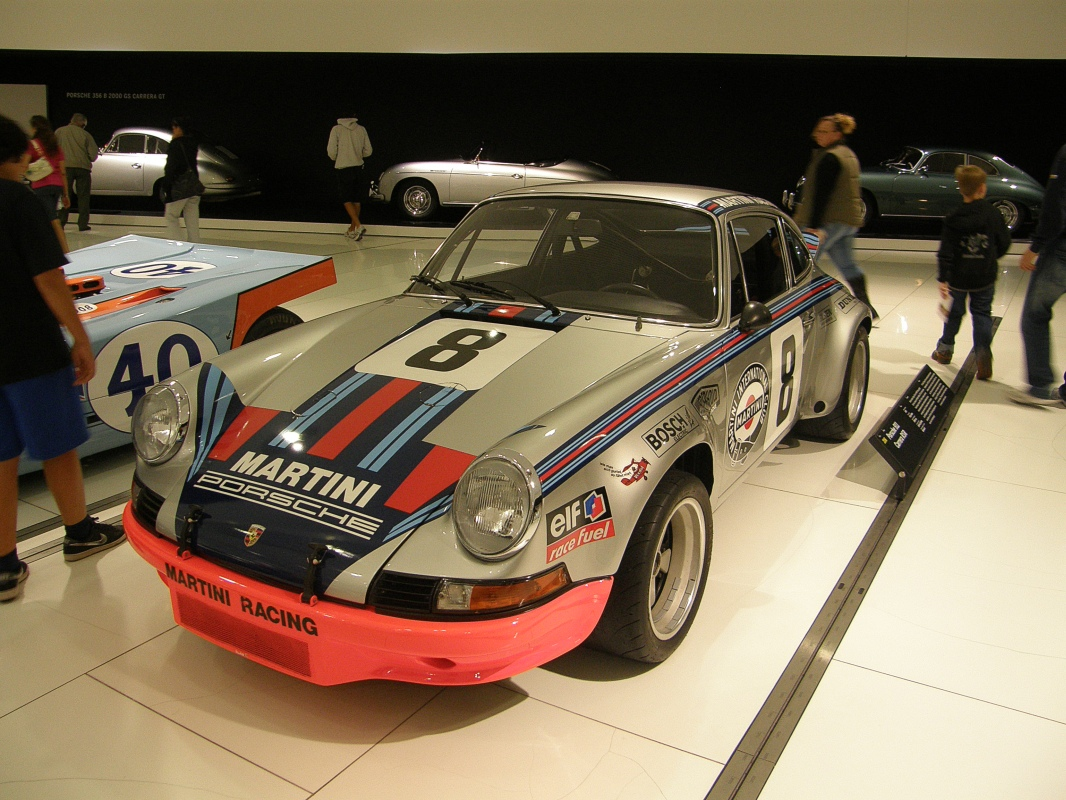
Porsche Martini 2009 25
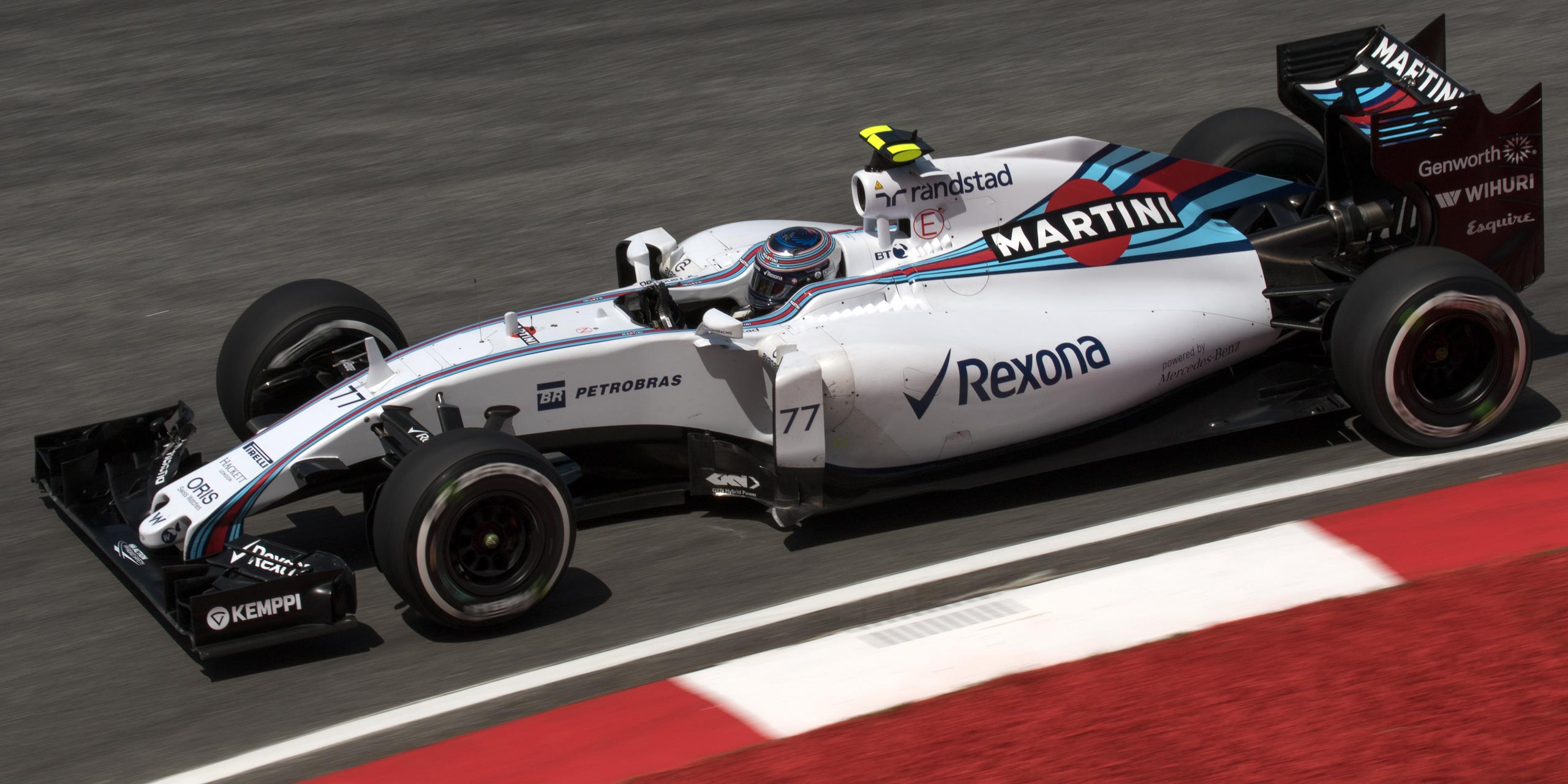
La Williams FW37